# Лонка (Ниський повіт)
Лонка (пол. Łąka) — село в Польщі, у гміні Отмухув Ниського повіту Опольського воєводства.
Населення — 391 особа (2011).
У 1975-1998 роках село належало до Опольського воєводства.

## Демографія
Демографічна структура станом на 31 березня 2011 року:
|          | Загалом | Допрацездатний вік | Працездатний вік | Постпрацездатний вік |
| -------- | ------- | ------------------ | ---------------- | -------------------- |
| Чоловіки | 188     | 41                 | 129              | 18                   |
| Жінки    | 203     | 37                 | 115              | 51                   |
| Разом    | 391     | 78                 | 244              | 69                   |